# Ignatius Kutu Acheampong
General Ignatius Kutu Acheampong (23. rujna 1931. – 16. lipnja 1979.), bivši afrički državnik, vojni vođa (predsjednik) Gane od 13. siječnja 1972. do 5. srpnja 1978. godine. Ignatius Acheampong proveo je 1972. godine puč kojim je s vlasti srušen Kofi Busia, 2. predsjednik Gane, i demokratska Vlada koju je sačinjavala Stranka napretka.
Na vlasti je bio šest godina, no iako je proveo mnoge reforme i svojoj zemlji donio dobre stvari, tijekom njegove vladavine korupcija je bila neizbježna pojava, koju se čak poticalo. Kada se domogao vlasti, kao vojni vođa i šef države, a ne predsjednik, promaknut je u čin generala. Kasnije je također postavljen za predsjednika Vijeća narodnog iskupljenja i Vrhovnog vojnog vijeća, dva vojna režima koja su postojala tijekom njegova vremena.
Svrgnuo ga je Fred Akuffo, s kojim će kasnije biti pogubljen pred streljačkim vodom. Nakon svrgavanja s vlasti, bio je u kućnom pritvoru, dok ga Jerry Rawlings nije dao uhititi. Ubijen je u 47. godini na jednom vojnom vježbalištu u Accri.
Po vjeri je bio kršćanin, bio je oženjen Faustinom, a unuk mu je uspješni igrač američkog nogometa Charlie Peprah.